# 亚历山大·乌里扬诺夫
亚历山大·伊里奇·乌里扬诺夫（羅馬化：Aleksandr Ilyich Ulyanov；1866年4月13日—1887年5月20日），俄國革命者，伊利亚·乌里扬诺夫之子，列宁之兄，民意党人，反对沙皇制度。1887年在就读彼得堡大学时，因参加民意党预谋刺杀沙皇亞歷山大三世的行动未遂，在什利谢利堡要塞被处以绞刑。